# Rumiko Theater
Rumiko Theater (jap. 高橋留美子劇場, Takahashi Rumiko Gekijō), englisch auch Rumic Theater oder Rumiko Takahashi Anthology, ist eine Sammlung von Manga-Kurzgeschichten der Mangaka Rumiko Takahashi, die auch als Anime umgesetzt worden. Frühere Kurzgeschichten wurden in der Reihe Rumic World zusammengefasst.

## Inhalt
Die Erzählungen handeln von Begebenheiten des japanischen Alltagslebens, sind oft tragisch wie auch komisch. Sie sind wie die klassische Kurzgeschichte aus dem Leben gegriffene Geschichten. Es geht zum Beispiel um Affären von Firmenchefs, Nachbarschaftsstreits, Gedanken eines Teenagers oder Liebesgeschichten. Es tauchen aber auch Gestalten des japanischen Volksglaubens auf, so wie der Zashikiwarashi unter dem Namen „Knabe fürs traute Heim“.
Oft werden auch Sittenstrenge und gesellschaftliche Probleme in Japan thematisiert.

### Kapitel
1. Band (Japan: 1994):
  - Das P-Theater (Pの悲劇 P no higeki) (1991)
Frau Haga wohnt mit ihrer Familie in einem Neubauwohnblock, in dem ein strenges Haustierverbot gilt, das vor allem von Frau Kakei streng überwacht wird. Als Haga für einige Zeit auf den Pinguin Pitto-kun aufpassen soll, befürchtet sie von Frau Kakei geächtet und herausgeekelt zu werden. Es gelingt ihr unter schwierigen Umständen den Aufenthalt des Pinguins geheim zu halten, bis er am letzten Tag doch von Frau Kakei gesehen wird. Sie verschweigt es jedoch, weil der Pinguin am nächsten Tag weg ist und sie selbst einen Hund weggeben musste, als sie in das Haus einzog.
  - Der romantische Geschäftsmann (浪漫の商人 Rōman no akindo) (1987)
Yukari leitet eine hoch verschuldete Hochzeitshalle und wartet seit langer Zeit auf die Scheidungs-Abfindung von ihrem Ex-Ehemann Keiichi. Als sie die Hochzeitshalle schließen will, kommt ein älterer Geschäftsmann aus den USA, der früher bei ihrem Vater gearbeitet, sich von ihm damals Geld lieh und nun in der Hochzeitshalle heiraten will. Diese Heirat soll die letzte des Unternehmens sein. Zur gleichen Zeit bezahlt Keiichi die Abfindung und zerstört damit Yukaris Hoffnung, erneut mit ihm zusammenzukommen. Bei der Hochzeit des Geschäftsmannes, die kostenlos ausgerichtet wird, weil dieser kurz zuvor sein ganzes Vermögen verloren hat, findet dieser jedoch aufmunternde Worte, sodass Yukari die Hochzeitshalle nicht aufgibt.
  - Das Müllablagehaus (ポイの家 Poi no ie) (1992)
An der Ecke vor dem Haus der Familie Hirooka wird oft Müll abgelegt, obwohl dies kein öffentlicher Müllablageplatz ist. Als eines Tages der Abteilungsleiter von Herrn Hirooka in das Viertel zieht, legt dessen Frau regelmäßig seine zahlreichen Andenken vor das Haus der Hirookas, damit sie von der Müllabfuhr geholt werden. Um sich mit seinem Vorgesetzten gut zu stellen, bringt Herr Hirooka die Gegenstände immer wieder zurück und traut sich nicht zu sagen, dass die Ecke kein Müllablageplatz ist. Als der Abteilungsleiter einmal mit ihm auf Dienstreise ist, werden die Andenken jedoch von der Müllabfuhr abgeholt. Als das Ehepaar Hirooka dann auf der Müllkippe nach diesen sucht, treffen sie auch auf den Abteilungsleiter mit seiner Frau, die es nun aufgibt die Andenken wegzuwerfen.
  - Im Blumentopf (鉢の中 Hachi no naka) (1988)
Frau Tonegawa verlor durch einen Autounfall erst ihren Mann und bald darauf ihre Schwiegermutter, bei deren Beerdigung sie jedoch kaum Trauer zeigt. Es heißt sie hätte ihre nette und freundliche Schwiegermutter nur ausgenutzt und geschlagen. Als sie zu der Beerdigung ihres Mannes fährt, lässt sie die Blumentöpfe bei einer Nachbarin. Diese findet darin Knochen und vermutet, Frau Tonegawa habe ihre Schwiegermutter in den Blumentöpfen beerdigt. Als sie sie daraufhin zur Rede stellt, erzählt diese, dass sie von ihrer Schwiegermutter immer drangsaliert wurde, obwohl es nach außen ganz anders aussah. In den Blumentöpfen habe sie ihren Mann beerdigt, um ihn bei sich zu haben, doch nun soll er doch richtig bestattet werden.
  - Eine einhundertjährige Liebe (百年の恋 Hyakunen no koi) (1993)
Die alte Frau Riza Hoshino wäre im Alter von 90 fast gestorben, doch kommt sie erstaunlicherweise wieder zurück ins Leben. Sie trifft im Krankenhaus einen jungen Herrn Takenazawa, der einem anderen sehr ähnelt, den sie in ihrer Jugend sich in den Tod stürzen gesehen hat. Dieser ist in eine Krankenschwester verliebt. Hoshino glaubt nun, den Mann würde dasselbe Schicksal ereilen und er würde sich in den Tod stürzen, wenn die Krankenschwester ihn abweist. Am Ende jedoch nimmt die Krankenschwester den Heiratsantrag an und Herr Takenazawa stürzt nicht in den Tod.
  - Glück in Extra-Large (Lサイズの幸福 L saizu no shiawase) (1990)
Hanako will mit ihrem Ehemann und dessen Mutter in ein Haus am Stadtrand ziehen, das mit dem Geld ihrer Schwiegermutter bezahlt werden soll. Daher will sie sich auch mit ihrer Schwiegermutter anfreunden. Doch ein Geist in Gestalt eines Knaben im Kimono, der „Knabe fürs traute Heim“ stört sie dabei, sodass sie sich vor ihrer Schwiegermutter blamiert und diese sich ungewollt vorkommt. Als der Vertrag zum Hauskauf abgeschlossen werden soll, provoziert der Knabe einen Unfall, bei dem aber niemand verletzt wird. Am nächsten Tag erfährt die Familie, dass das Haus bei einem Erdrutsch verschüttet wurde. Sie kaufen sich daraufhin ein anderes Haus und leben glücklich zusammen.
2. Band (Japan: 1997):
  - Der Hund des Direktors (専務の犬 Semmu no inu) (1994)
Direktor Matsurida quartiert die Hündin Gorgeous, die seiner Geliebten Kanna gehört, bei der Familie von Kogure ein, da seine Frau bereits Verdacht geschöpft hat und sie in ein Hotel geflohen sind. Bald darauf aber zieht auch die Geliebte Matsuridas bei Kogure ein. Seine Frau ist außer sich, weil diese sie herumkommandiert, bei ihrem Mann und den Kindern aber immer beliebter wird. Als dann Matsuridas Frau wegen des Verdachts zu Kogure geht, scheint alles aufzufliegen. Da behauptet Kogure Kanna wäre seine Geliebte und nimmt seinen Chef in Schutz. Schlussendlich trennen sich der Direktor und Kanna und die Hündin kommt wieder zu Kogure.
  - Familie F. auf Irrwegen (迷走家族F Meisō kazoku F) (1995)
Die dreizehnjährige Hazuki Fuwa wundert sich über das Verhalten ihrer Eltern, die sich scheinbar über nichts mehr ärgern oder schimpfen. Sie hat schon lange aus Gerüchten erfahren, dass ihre Familie hoch verschuldet ist und wundert sich daher, dass sie nun in Urlaub fahren. Sie befürchtet, dass ihre Eltern Selbstmord begehen wollen. Mehrfach versucht sie vermeintliche Versuche zu verhindern, zweifelt aber erst selbst an ihrem Lebenswillen und dann an den Plänen ihrer Eltern. Zum Schluss fährt der Vater doch vorsätzlich von einer Klippe, jedoch wird niemand verletzt, nur der Vater landet mit einer Magenverstimmung im Krankenhaus. Nach diesem Erlebnis hält die Familie mehr zusammen als zuvor.
  - Hauptsache, du bist da! (君がいるだけで Kimi ga iru dake de) (1999)
Der stolze und ehrgeizige Herr Domoto verlor nach 30 Jahren in einer Firma seinen Vorstandsposten, weil das Unternehmen in Konkurs ging. Da er nun arbeitslos ist, vertritt er seine Frau im Verkauf eines kleinen Bentō-Imbiss, da diese krank ist. Der Kundenkontakt fällt ihm wegen seiner erhabenen und abweisenden Art sehr schwer, im Gegensatz zur thailändischen Austauschstudentin Achara. Beide freunden sich schnell an und Herr Domoto kann von ihr lernen und verteidigt sie gegen Beleidigungen. Am Ende kann er sich dazu durchringen sich beim Imbissbesitzer für die Unannehmlichkeiten zu entschuldigen, die er mit seinem Verhalten bereitet hat. Er arbeitet im Imbiss, bis seine Frau wieder gesund ist.
  - Das Wohnzimmer-Liebeslied (茶の間のラブソング Cha no ma no rabu songu [= love song]) (1996)
Die Frau eines älteren Sektionschefs stirbt am gemeinsamen Hochzeitstag an einer Lebensmittelvergiftung. Doch sieht er weiter ihren Geist in seinem Wohnzimmer, während sich die junge Mitarbeiterin Frau Momoi um ihn kümmert und ihn häufig besucht. Der Sektionschef glaubt, Momoi habe sich in ihn verliebt und der Geist seiner Frau ärgert ihn damit ständig. Jedoch kommt Frau Momoi vor allem deswegen so häufig, weil ihr Exfreund gegenüber wohnt. Nachdem sie sich im Wohnzimmer des Sektionschefs dann ausgesprochen haben, versuchen sie es erneut miteinander und der Geist der Ehefrau verschwindet, nachdem sie dem Sektionschef noch ihr Hochzeitstagsgeschenk gegeben hat.
  - Ein Teenager im mittleren Alter (おやじローティーン Oyaji no rō tīn [= low teen]) (1997)
Der Familienvater Furuda soll als Filialleiter von Tokio nach Hokkaidō versetzt werden, doch seine Frau und sein Sohn wollen nicht mit umziehen. Nach der Abschlussfeier stürzt Furuda von einer Brücke und verliert das Gedächtnis, sodass er denkt er wäre 13 Jahre alt. Nun versucht seine Familie ihm zu helfen sich zu erinnern und stößt dabei auf ein mysteriöses Mädchen. Als dieses Mädchen ihm eine große Menge Geld zurückgibt, glaubt die Familie, dass das Mädchen Enjokōsai mit ihm begeht und er die Amnesie nur vortäuscht. Nachdem Furuda von Zuhause weggelaufen ist und seine Familie ihn wiedergefunden hat, kommt heraus, dass das Mädchen ihm nur an einem Purikura-Automaten (Fotostickerautomat) geholfen hat und er zum Dank in trunkenem Zustand ihr seine Geldbörse gab. Bald darauf kann sich Furuda auch wieder an alles erinnern und die Familie zieht zusammen nach Hokkaidō um.
  - Ist das der Dank dafür? (お礼にかえて Orei ni kaete) (1998)
Frau Kubato ist mit ihrer Familie in einen Neubauwohnblock eingezogen. Dort gibt es eine „Königin“, Frau Shiratori, die Vorsitzende der Hausverwaltung ist und das Leben im Wohnblock bestimmt. Kubato aber freundet sich ausgerechnet mit der alten Frau Ukai und Frau Kamoshita an, die von Shiratori drangsaliert werden. So muss sich nun auch Frau Kubato einiges gefallen lassen. Als Frau Ukai im Krankenhaus ist und ihr Beo bei Kubato, sagt dieser das Wort „Krabbenshabu“, das die „Königin“ scheinbar in Schach hält. Am Ende kommt heraus, dass Shiratori einmal eine Krabbe gegessen hat, die von Frau Ukais Wohnung in ihre gelaufen ist. Das war ihr sehr peinlich, umso mehr weil ihr von der Krabbe schlecht geworden ist. Bald darauf zieht die „Königin“ aus und die drei Freundinnen haben ihre Ruhe.
3. Band (Japan: 2005, nicht auf Deutsch erschienen):
  - Higaeri no Yume (日帰りの夢, dt. „Traum von einem Tagesausflug“) (2000)
  - Oyaji Graffiti (おやじグラフィティ Oyaji gurafiti, dt. „Graffiti eines Mannes mittleren Alters“) (2001)
  - Giri no Vacance (義理のバカンス Giri no bakansu [= vacance], dt. „Pflichturlaub“) (2004)
  - Help (ヘルプ Herupu, dt. „Hilfe“) (2003)
  - Akai Hanataba (赤い花束, dt. „der rote Blumenstrauß“) (2002)
  - Permanent Love (パーマネント・ラブ Pāmanento rabu, dt. „beständige Liebe“) (2005)
4. Band (Japan: 2011, nicht auf Deutsch erschienen):
  - Unmei no Tori (運命の鳥, dt. „Vogel des Schicksals“)
  - Positive Cooking (ポジティブ・クッキング Poshitibu kukkingu, dt. „positives Kochen“)
  - Jiken no Genjō (事件の現場, dt. „Vorfall am selben Ort“)
  - Shiawase List (しあわせリスト Shiawase risuto, dt. „Glücksliste“)
  - Toshigai mo naku (年甲斐もなく, dt. „dem Alter unangemessen“)
  - Rinka no Nayami (隣家の悩み, dt. „Leid des Nachbarhauses“)
5. Band (Japan: 2015, nicht auf Deutsch erschienen)
  - Kagami ga Kita (鏡が来た, dt. „Der Spiegel ist gekommen“)
  - Revenge Doll (リベンジドール Ribenjidōru, dt. „Rachepuppe“)
  - Hoshi wa Sen no Kao (星は千の顔, dt. „Der Stern mit tausend Gesichtern“)
  - Kawaii Hana (可愛い花, dt. „Liebliche Blume“)
  - with Cat (with CAT, dt. „mit Katze“)
  - My Sweet Sunday (マイスイートサンデー Mai suīto sandē, dt. „Mein süßer Sonntag“), zusammen mit Mitsuru Adachi

## Veröffentlichungen

### Manga
Rumiko Takahashi zeichnet seit Mitte der 1980er Jahre viele Kurzgeschichten. Diese wurden auch in fünf Sammelbänden herausgegeben, wobei das letzte am 17. Juli 2015 erschien.
Davon sind in Deutschland im Jahr 2005 zwei bei Egmont Manga und Anime erschienen. Die Übersetzung stammt von Oke Maas.
Der Manga erschien auch als Übersetzung in den USA bei Viz Media, in Frankreich bei Éditions Tonkam und in Italien bei Star Comics.

### Anime
2003 wurden die 13 Geschichten aus den ersten beiden Bänden sowie Higaeri no Yume aus dem 3. Band durch Tokyo Movie Shinsha als Anime-Serie umgesetzt. Regie führte Akira Nishimori. Die Ausstrahlung erfolgte auf TV Tokyo. Die Serie wurde unter dem Titel Rumiko Takahashi Anthology auch auf Englisch und Deutsch herausgebracht. In den USA erfolgte dies durch Geneon Entertainment, in Deutschland durch Red Planet GmbH im Jahr 2006.
Für die Fernsehserie wurde als Vorspannsong von speena Tsuzureori produziert, für den Abspann verwendete man Sayonara von Kumachi.